# Бломак
Бломак (фр. Blomac) насеље је и општина у јужној Француској у региону Лангдок-Русијон, у департману Од која припада префектури Каркасон.
По подацима из 2011. године у општини је живело 205 становника, а густина насељености је износила 24,38 становника/km². Општина се простире на површини од 8,41 km². Налази се на средњој надморској висини од 60 метара (максималној 86 m, а минималној 56 m).

## Демографија
| 1962. | 1968. | 1975. | 1982. | 1990. | 1999. | 2011. |
| ----- | ----- | ----- | ----- | ----- | ----- | ----- |
| 217   | 246   | 206   | 210   | 221   | 200   | 205   |

График промене броја становника у току последњих година